# Семенок, Артём Сергеевич
Артём Сергеевич Семенок (17 июля 1994, Клинцы, Брянская область, Россия — 6 августа 2023, Украина) — российский военнослужащий, старший лейтенант. Герой Российской Федерации (2024, посмертно).

## Биография
Родился 17 июля 1994 года в Клинцах Брянской области.
Окончил Рязанское гвардейское высшее воздушно-десантное командное училище. Позже являлся назначенным на должность командира парашютно-десантного взвода. В 2021 году стал командиром роты 56-го гвардейского десантно-штурмового полка 7-й гвардейской десантно-штурмовой дивизии. Участник вооружённого вторжения России на Украину.
6 августа 2023 года погиб на Украине по причине смертельного ранения ракетным ударом.
Медаль Золотая Звезда была вручена супруге военнослужащего в Центральном доме Российской армии из рук военачальника А. Г. Концевого.

## Звания и награды
- Герой Российской Федерации (2024, посмертно) — Указом Президента Российской Федерации от 2024 года за мужество и героизм, проявленные при исполнении воинского долга, гвардии старшему лейтенанту Семенку Артёму Сергеевичу присвоено звание Героя Российской Федерации, посмертно)[4].
- Медаль Суворова[4].
- Орден Мужества[4].